# Fiderd Vis
Fiderd Vis (ur. 29 marca 1981) – arubański judoka, chorąży reprezentacji Aruby na igrzyskach w Pekinie.
Zawodnik brał udział w olimpiadzie 2008, walcząc w kategorii wagowej do 81 kg, odpadł w eliminacjach.